# Altava

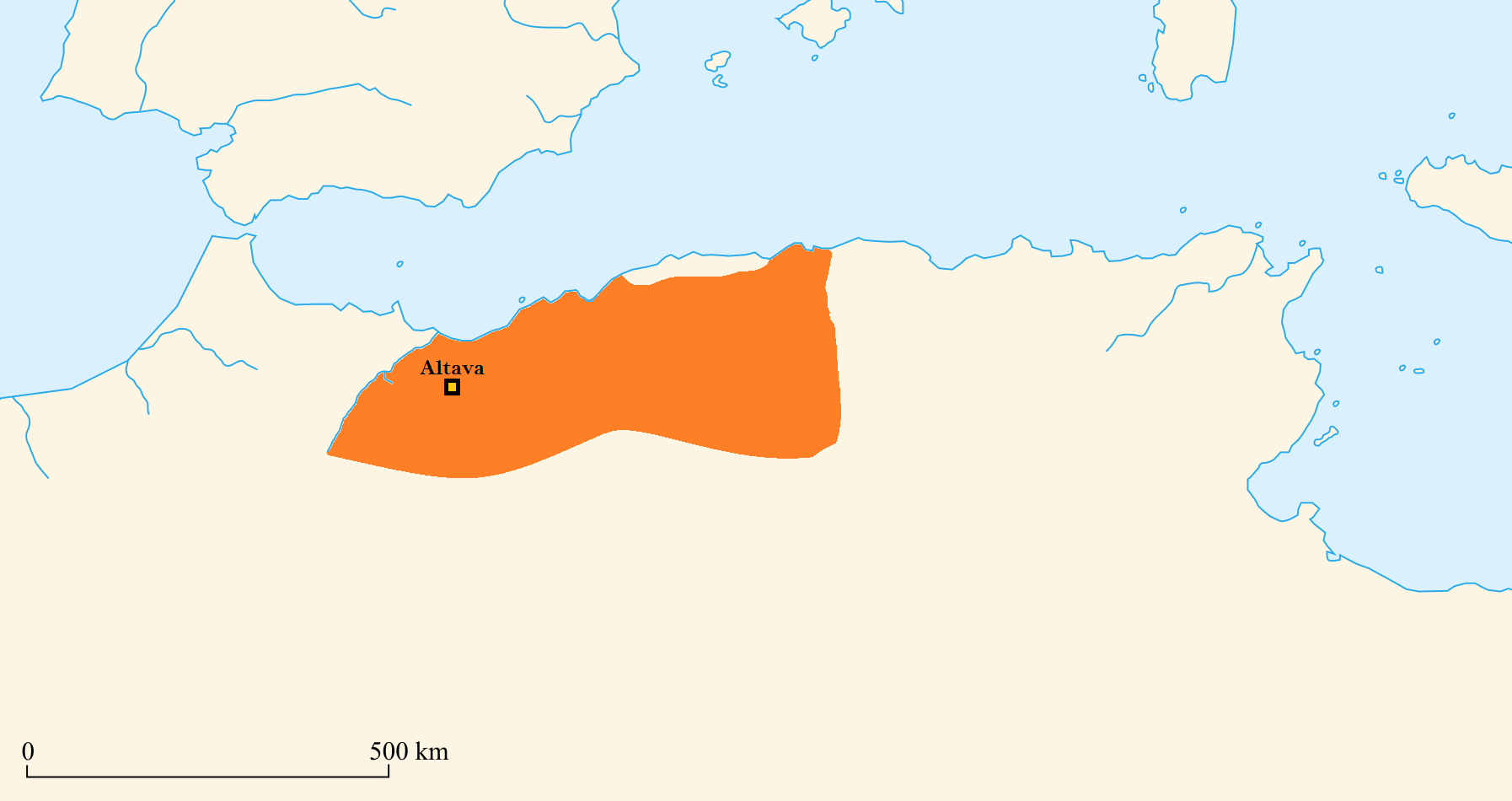
Mapa del Reino Mauro-Romano antes de colapsar en el

Altava fue una antigua ciudad romano-bereber en el territorio de la actual Argelia. Durante la descomposición del imperio romano fue el epicentro del reino de Altava. Durante la época colonial francesa, la ciudad se fue conocida como Lamoriciere. Actualmente es parte de Ouled Mimoun, cerca de Tremecén.

## Historia
Altava estaba localizada en el occidente de Mauretania Caesariensis, en la antigua ruta de Theveste a Numerus Syrorum (actual Maghnia). Altava estaba poblada principalmente por bereberes en la época Septimio Severo, con una pequeña guarnición romana. Dicha guarnición -según la historiadora M. Ruiu- estaba compuesta por la Cohorte II Sardorum que protegía las fronteras romanas al sur del Mediterráneo en la carretera militar llamada Nova Praetentura. Esta carretera iba de Rapidum en Numidia a Altava y Numerus Syrorum en la frontera con la Mauretania Tingitana.
Altava, según el historiador Lawless, era un vicus que derivaba su estatus independiente de la fortaleza militar. Tenía un gran foro y un importante templo pagano, más tarde reconvertido en iglesia cristiana al extenderse el cristianismo entre los bereberes. La ciudad romana tenía un área de casi 13 hectáreas y estaba rodeada por granjas.
El emperador Diocleciano reorganizó el Imperio Romano en 298 d. C. retirándose del área de Volubilis, las montañas del Rif en Marruecos y las montañas de Atlas en Argelia occidental, tras la crisis del siglo III. Los gobernantes bereberes crearon un reino independiente en ese vacío de poder, centrado en Altava y en la ciudad romanizada de Volubilis. Desde el siglo VII los historiadores bizantinos normalmente lo llamaron el reino de Altava.
Después de la invasión vándala de 429 d. C., Altava pasó a ser la capital de un estado independiente bereber. Este Reino Mauro Romano estuvo situado entre Mauretania Caesariensis y Mauretania Tingitana, a cierta distancia del reino vándalo. A pesar de que su demografía bereber, el estado seguía la estructura sociocultural, militar y religiosa del Imperio Romano.
Entre 550 y 578 d. C., Altava fue la capital del rey bereber cristiano Garmul.
La última vez que el reino de Altava es citado en fuentes históricas es en relación con la campaña de Gennadius, un magister militum enviado por el Imperio Romano de Oriente que derrotó a los bereberes y al gobernante de Altava en 578 d. C., probablemente incorporando su reino al Imperio bizantino.
No hay registros históricos sobre Altava en el siglo VII, pero es también posible que el reino de Altava (o al menos una parte de este) sobreviviera hasta su conquista por los árabes alrededor de 700 d. C.